# By Inheritance
By Inheritance – trzeci album studyjny duńskiego thrash metalowego zespołu Artillery wydany w 1990 roku nakładem Roadrunner Records.

## Lista utworów
1. "7:00 from Tashkent" – 0:54
2. "Khomaniac" – 06:43
3. "Beneath the Clay (R.I.P.)"  – 04:49
4. "By Inheritance"  – 05:43
5. "Bombfood"  – 05:44
6. "Don't Believe"  – 04:40
7. "Life in Bondage" – 05:26
8. "Equal at First" –  04:24
9. "Razamanaz" (Nazareth cover)  – 03:14
10. "Back in the Trash"  – 06:01

## Twórcy
- Flemming Rönsdorf – śpiew
- Michael Stützer – gitara solowa
- Morten Stützer – gitara rytmiczna
- Peter Thorslund – gitara basowa
- Carsten Nielsen – perkusja